# هوش (مجارستان)
هِوِش (به مجاری: Heves) در استان هوش در کشور مجارستان واقع شده‌است. جمعیت این شهر ۱۱٫۱۳۷ نفر  است.